# Flugbuch
Ein Flugbuch (engl. flight logbook oder pilot logbook) ist die Aufzeichnung aller Flüge eines Piloten. Das Flugbuch wird in den Regelungen der Internationale Zivilluftfahrtorganisation (ICAO) als Dokumentation der Flugerfahrung anerkannt (engl. flight crew member’s personal log book), aber nicht im Einzelnen geregelt. Folglich sind die Regelungen zur Führung eines Flugnachweises in den Staaten unterschiedlich.

## Zweck
Das Flugbuch dient dem Nachweis von Flugstunden sowie der Art und Umstände des Fluges. Es ist die Grundlage, um die Rechte als verantwortlicher Flugzeugführer ausüben zu dürfen, da die Ausübung dieser Rechte meist an eine Anzahl von Flugstunden, Landungen und Schulungen in einem bestimmten Zeitraum gebunden ist. Darüber hinaus dient es als Nachweis für die Verlängerung der Klassenberechtigung oder Musterberechtigung. Will der Pilot eine weitergehende Berechtigung oder Pilotenlizenz erwerben, muss er die erforderliche Flugerfahrung mit dem Flugbuch nachweisen, z. B. Nachtflugberechtigung oder die Berufspilotenlizenz. Luftfahrtbehörden, Luftfahrtunternehmen und Vercharter von Luftfahrzeugen können mit dem Flugbuch in Verbindung mit der Lizenz vor Ort prüfen, ob ein Pilot ein bestimmtes Luftfahrzeug für einen bestimmten Einsatzzweck als verantwortlicher Pilot führen darf.

## Umsetzung in der EASA

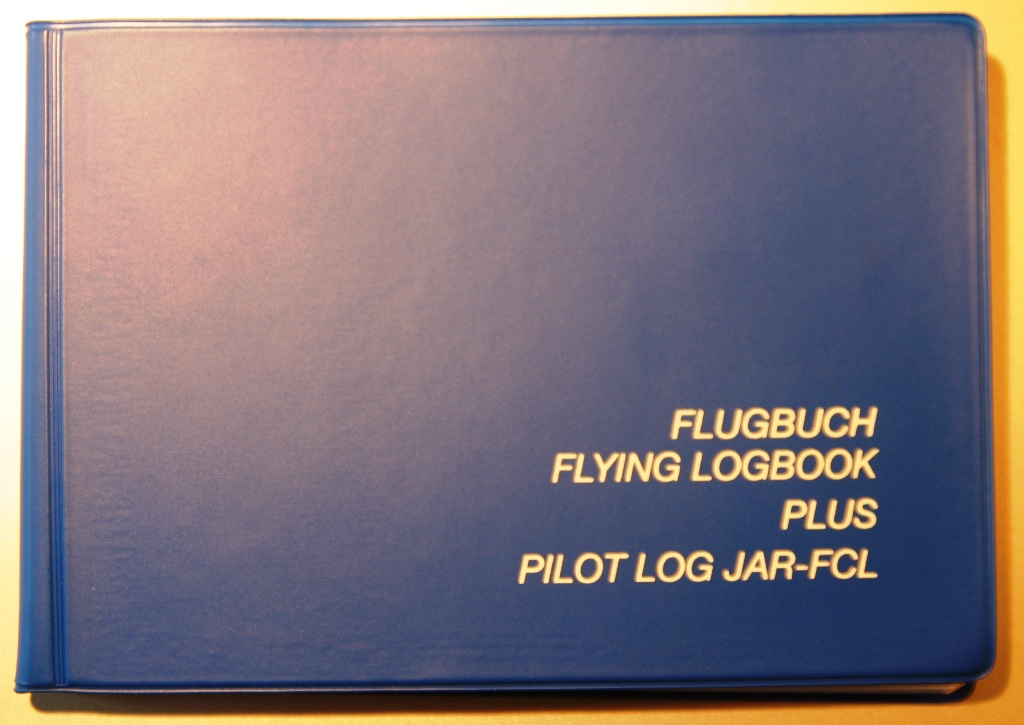
Umschlag eines Flugbuches

Nach Einführung der Verordnung (EU) Nr. 1178/2011 (EU-FCL) wird die Zulassung, Ausbildung und Lizenzierung von Piloten und Flugbegleitern durch die Europäische Union geregelt. Dies gilt auch für die Aufzeichnung der Flüge.
Die EU-Part FCL.50 behandelt dabei die Aufzeichnung der Piloten. Diese Regelung ist in allen Mitgliedsstaaten verbindlich. Jedoch hat die EU-Verordnung den Luftfahrtbehörden der EASA-Mitgliedstaaten das Recht eingeräumt, zusätzliche Regelungen zu treffen.
Die von der Europäischen Agentur für Flugsicherheit (EASA) herausgegeben Acceptable Means of Compliance (AMC) detaillieren die in der EU-Verordnung gegebenen Vorgaben gemäß AMC1 FCL.050 Recording of flight time.

### Eintragungen ins Flugbuch gemäß AMC1 FCL.050
Allgemeine Angaben:
- Name und Adresse des Piloten

Für jeden Flug:
- Name des verantwortlichen Piloten
- Datum
- Flugplatz mit Start- und Landezeit
- Flugzeugtyp und -baureihe mit Luftfahrzeugkennzeichen
- Einmotoriges oder mehrmotoriges Flugzeug
- Gesamtdauer des Fluges (Blockzeit)
- Bisherige Gesamtflugzeit des Piloten
- Ausgeübte Funktion (z. B. Verantwortlicher Pilot, Co-Pilot, Flugschüler, Fluglehrer)
- Flugregeln (Sichtflug, Instrumentenflug, Nachtflug)

Bei Simulatoren (Flight Simulator Training Device) zusätzlich Typ und Zulassungsnummer
Das Flugbuch muss grundsätzlich nicht beim Flug mitgeführt werden, ist jedoch auf Anfrage den Behörden ohne ungebührliche Verzögerung vorzulegen.
Flugzeit als Pilot (PIC) sind wie folgt definiert:
- Als verantwortlicher Pilot
  - Der Inhaber einer Lizenz kann alle Flugzeiten, in denen er als verantwortlicher Pilot tätig ist, als Flugzeit als verantwortlicher Pilot eintragen.
  - Der Bewerber für eine Lizenz kann alle Alleinflugzeiten oder Ausbildungszeiten mit Lehrberechtigtem als Flugzeit als verantwortlicher Pilot eintragen, vorausgesetzt, dass die Flugzeit von dem Lehrberechtigten gegengezeichnet wird.
  - Der Inhaber einer Lehrberechtigung kann alle Flugzeiten, in denen er als Lehrberechtigter in einem Flugzeug tätig ist, als Flugzeit als verantwortlicher Pilot eintragen.
  - Der Inhaber einer Anerkennung als Prüfer kann alle Flugzeiten, in denen er einen Pilotensitz einnimmt und als Prüfer auf einem Flugzeug tätig ist, als Flugzeit als verantwortlicher Pilot eintragen.
  - Ein Kopilot, der unter der Aufsicht des verantwortlichen Piloten als verantwortlicher Pilot auf einem Flugzeug tätig ist, für das durch die Musterzulassung oder die Bestimmungen eine Mindestflugbesatzung von zwei Piloten vorgeschrieben ist, kann diese Flugzeiten als Flugzeit als verantwortlicher Pilot eintragen, vorausgesetzt, dass diese Flugzeit von dem verantwortlichen Piloten gegengezeichnet wird.
  - Verantwortlicher Pilot unter Aufsicht (PICUS): Vorausgesetzt, dass die Art der Aufsicht den Anforderungen der zuständigen Stelle genügt, kann ein Kopilot Flugzeit als PICUS als Flugzeit als verantwortlicher Pilot eintragen, wenn alle Aufgaben und Tätigkeiten des verantwortlichen Piloten auf diesem Flug so ausgeführt wurden, dass ein Eingreifen des verantwortlichen Piloten aus Sicherheitsgründen nicht erforderlich war.

- Als Kopilot
  - Der Inhaber einer Pilotenlizenz, der den Sitz des Kopiloten einnimmt, kann alle Flugzeiten auf Flugzeugen, für die durch die Musterzulassung oder die Bedingungen, unter denen der jeweilige Flug durchgeführt wird, eine Mindestflugbesatzung von zwei Piloten vorgeschrieben ist, als Flugzeit als Kopilot eintragen.
  - Ein Kopilot zur Ablösung im Reiseflug kann alle Flugzeiten, in denen er den Sitz eines Piloten einnimmt, als Flugzeit als Kopilot eintragen.

- Ausbildungszeit: Eine Zusammenfassung aller Zeiten, die der Bewerber für eine Lizenz oder Berechtigung als Flugausbildung, Instrumentenflugausbildung, Instrumentenbodenzeit etc. eingetragen hat, ist von dem in geeigneter Weise berechtigten und/oder anerkannten Lehrer, der den Bewerber ausgebildet hat, müssen von diesem unter Angabe der Art und Nummer seines Luftfahrerscheines als richtig bescheinigt werden

Führt der Inhaber einer Lizenz mehrere Flüge am selben Tag durch, bei denen er jedes Mal zum Startflugplatz zurückkehrt und der Abstand zwischen den aufeinanderfolgenden Flügen nicht mehr als 30 Minuten beträgt, können diese Flüge als eine Eintragung zusammengefasst werden.
Flugzeiten sind wie folgt definiert:
- Für Flugzeuge, Reisemotorsegler und Luftfahrzeugen mit vertikaler Start- und Landefähigkeit die Zeit zwischen dem erstmaligen Abrollen eines Luftfahrzeugs aus seiner Parkposition zum Zweck des Startens bis zum Stillstand an der zugewiesenen Parkposition.
- Für Segelflugzeuge (im Schleppstart) die Zeit zwischen dem Beginn des Startlaufes bis zum endgültigen Stillstand am Ende des Fluges.
- Für Hubschrauber die Zeit zwischen dem erstmaligen Drehen der Rotorblätter bis zur Landung und dem nachfolgenden Stillstand des Rotors.
- Für Luftschiffe die Zeit, zu der sich ein Luftschiff vom Mast löst, um zu starten, bis zu dem Zeitpunkt, zu dem das Luftschiff am Ende des Fluges endgültig zum Stillstand kommt und am Mast befestigt wird.

Damit sind die Flugzeiten im Regelfall nicht aus den Start- und Landezeiten des Flughafens ableitbar und damit entsprechen sie nicht den Daten im Hauptflugbuch des Flugplatzes.

### Deutschland

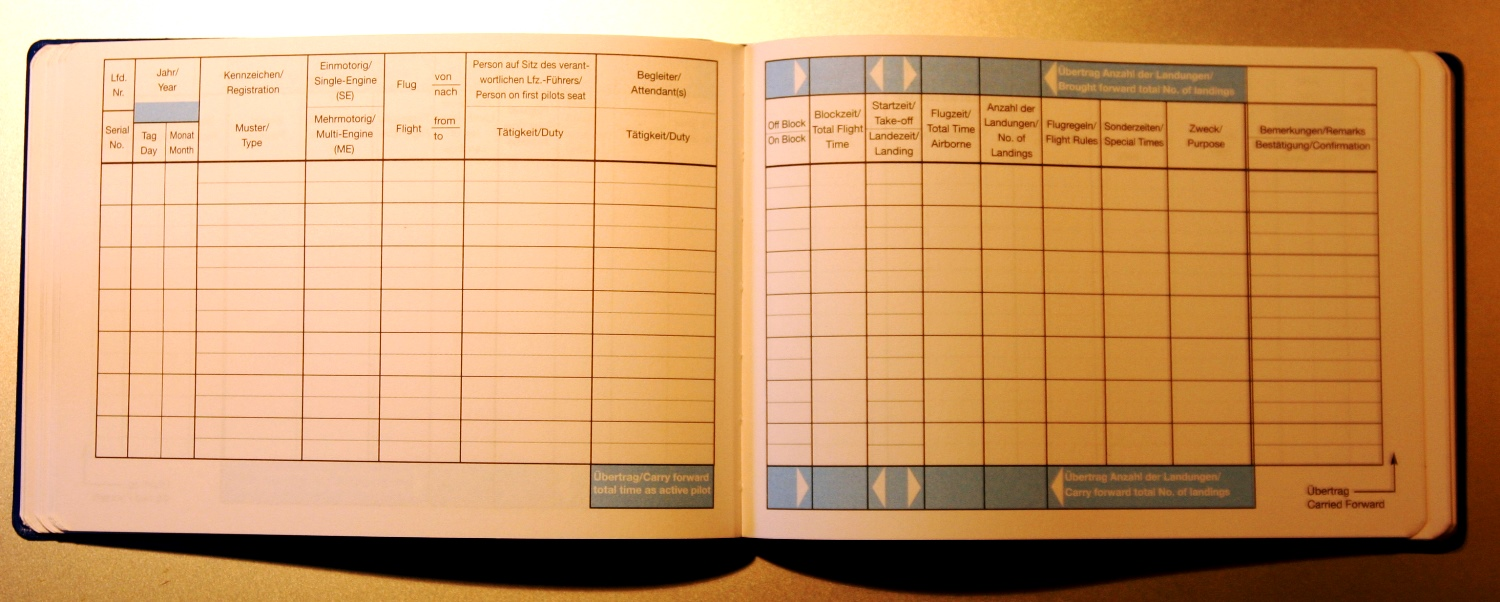
Leere Seite eines Flugbuches Deutsch/Englisch

Das Bundesministerium für Verkehr und digitale Infrastruktur hat von dem Regelungsrecht Gebrauch gemacht. In den zugrundeliegenden Nachrichten für Luftfahrer (NfL 2212–21) vom 15. April 2021 wird dabei zwischen gewerblichem Flugverkehr und privatem Flugverkehr unterschieden. Für beide sind grundsätzlich die Eintragungen gemäß AMC1 FCL.050 zu machen. Bei privatem Flugverkehr und Flugausbildung werden weitere Regelungen in dem Anhang der NfL festgelegt.

#### Regelungen Flugbuch gemäß NfL 2212–21
Für den gewerblichen Luftfahrtbetrieb können die Aufzeichnungen über die Flugzeiten des Piloten elektronisch durch den Luftfahrtunternehmer erfolgen, weitergehende Regelungen gibt es in der NfL nicht. Betreibt ein Pilot gewerblichen Flugbetrieb, für den er nur über elektronische erstellte Aufzeichnungen verfügt, wie auch nichtgewerblichen Flugbetrieb, so hat er für den privaten Flugbetrieb ein gesondertes Flugbuch zu führen. Für privaten Flugbetrieb oder im Rahmen der Flugausbildung ist der Anhang der NfL zu beachten. Das Flugbuch ist nach der letzten Eintragung fünf Jahre aufzubewahren. Im Anhang sind neben der Wiederholung der Bestimmungen in der AMC FCL.50 folgende Regelungen festgelegt:
- Das Flugbuch hat Urkundencharakter
- ist in handschriftlicher Form in einem gebundenen Buch zu führen
- Eintragungen dürfen nur dokumentenecht erfolgen
- Änderungen und Streichungen sind so durchzuführen, dass der Originaleintrag erkennbar bleibt.

#### Eintragungen ins Flugbuch gemäß § 120 LuftPersV
Luftsportgeräteführer sind von der AMC und NfL nicht betroffen und unterliegen ausschließlich den nationalen Regelungen in § 120 LuftPersV.
Gemäß §1 LuftPersV in Verbindung mit §120 LuftPersV hat folgendes Personal ein Flugbuch zu führen:
- Flugingenieure,
- Flugtechniker auf Hubschraubern der Polizeien des Bundes und der Länder,
- Luftsportgeräteführer

Folgende Eintragungen:
- Name des verantwortlichen Luftfahrzeugführers
- Datum
- Luftfahrzeugmuster und Kennzeichen des Luftfahrzeugs
- Art des Fluges
- Start- und Landeflugplatz,
- Abflug- und Ankunftszeit in koordinierter Weltzeit
- Gesamtdauer des Fluges
- Gesamtflugzeit des Luftfahrzeugführers

Das Flugbuch ist bei der Tätigkeit an Bord mitzuführen und nach dem letzten Eintrag zwei Jahre aufzubewahren. Beauftragte Organisationen für Luftsportgeräte können Ausnahmen erteilen und weitere Regelungen erlassen.

#### Übersicht
Diese Regelungssystematik bedeutet, dass die Rechtsgrundlage und damit die Details der Flugaufzeichnungen in Deutschland nicht einheitlich geregelt sind und von der Art der Lizenz, der verwaltenden Stelle und der Art der Ausübung der Lizenz abhängig ist. In der NfL 2-330-17 sowie Merkblätter einiger Landesluftfahrtbehörden wird deshalb Piloten empfohlen, für jede Luftfahrzeugklasse und zusätzlich für Luftsportgeräte ein eigenes Flugbuch zu führen.
| Tätigkeit                       | AMC FCL.50                            | NfL 2212–21 Anhang                    | § 120 LuftPersV                       | Luftsport- verband                    |
| ------------------------------- | ------------------------------------- | ------------------------------------- | ------------------------------------- | ------------------------------------- |
| Gewerblicher Betrieb            | Grünes Häkchensymbol für ja           | Rotes X oder Kreuzchensymbol für nein | Rotes X oder Kreuzchensymbol für nein | Rotes X oder Kreuzchensymbol für nein |
| Privater Betrieb und Ausbildung | Grünes Häkchensymbol für ja           | Grünes Häkchensymbol für ja           | Rotes X oder Kreuzchensymbol für nein | Rotes X oder Kreuzchensymbol für nein |
| Luftsportgeräteführer           | Rotes X oder Kreuzchensymbol für nein | Rotes X oder Kreuzchensymbol für nein | Grünes Häkchensymbol für ja           | Grünes Häkchensymbol für ja           |

## Vereinigte Staaten von Amerika
Die Führung des Flugbuches ist in 14 CFR § 61.51 - Pilot logbooks geregelt. Demnach ist ein Flugbuch zu führen für:
- Nachweis der notwendigen praktischen Flugerfahrung zum Erwerb einer Fluglizenz oder Musterberechtigung
- Nachweis der laufenden Flugerfahrung für die Ausübung bestimmter Rechte.

Ins Flight Logbook sind folgende Einträge notwendig:
- Datum
- Start- und Landeflugplatz, Ort des Simulators
- Typ und Kennzeichen des Luftfahrzeuges
- Name des Sicherheitspiloten, wenn notwendig
- Tätigkeit im Flug (Verantwortlicher Pilot, Co-Pilot, Flugschüler)
- Art und Umstände des Fluges (Tag, Nacht, Instrumentenflug, Simulierter Instrumentenflug)

Das Flugbuch, ob nun handschriftlich oder elektronisch geführt, muss beim Flug nicht mitgeführt werden, außer durch:
- Flugschüler bei Solo-Flügen,
- Piloten eines Sport Pilot Certificate oder Recreational Pilot Certificate, die erweiterte Rechte aus ihrer Pilotenlizenz wahrnehmen, z. B. Flug durch kontrollierten Luftraum.

Grundsätzlich ist es nicht notwendig, alle Flüge aufzuzeichnen, sondern nur die geforderten Erfahrungsnachweise gem. 14 CFR § 61.51. In der Praxis werden von den meisten Piloten jedoch alle Flüge notiert, da das Flugbuch als Erfahrungsnachweis gegenüber Versicherungen, Vercharterern und Flugschulen genutzt wird.
Viele weiterführende Berechtigungen, wie eine erfolgreiche Ausbildung auf Spornradflugzeugen oder der notwendige regelmäßige Ausbildungsflug mit Fluglehrer müssen im Gegensatz zu Deutschland nicht an die Federal Aviation Administration als Lizenzstelle gemeldet werden, sondern werden meist vom Fluglehrer direkt ins Flugbuch als sogenanntes Endorsement eingetragen.